# Sukur
Sukur hay cảnh quan văn hóa Sukur nằm trên một ngọn đồi phía trên làng Sukur nằm ở bang Adamawa, Nigeria. Khu vực này nằm trong Dãy núi Mandara, gần biên giới với Cameroon. Nó đã được UNESCO công nhận là Di sản thế giới nhờ vào di sản văn hóa, văn hóa hữu hình cùng những thửa ruộng bậc thang tự nhiên. Sukur cũng chính là cảnh quan văn hóa đầu tiên của châu Phi có được danh hiệu Di sản thế giới.

## Tên nguyên
Sukur trong các ngôn ngữ Margi và Libi có nghĩa là "sự trả thù". Nó cũng có nghĩa là "mối thù truyền kiếp" của người Sukur trong tiếng Bura.

## Lịch sử
Các di tích thời đại đồ sắt được tìm thấy gồm những lò nung, quặng và đá mài tại địa điểm này thời tiền Sukur. Một số phát hiện khác có từ thời đại đồ đá mới. Lịch sử gần đây được truy nguyên là có từ triều đại Dur thế kỷ 17. Dur thành lập khu vực này như một nhà cung cấp nguyên liệu thô chính cho sản xuất sắt cho vùng đông bắc Nigeria.